# Сынчук, Геннадий Геннадьевич
Генна́дий Генна́дьевич Сынчу́к (укр. Геннадій Геннадійович Синчук; род. 10 июля 2006, Манченки, Харьковская область) — украинский футболист, полузащитник клуба «Клёб де Фут Монреаль».

## Клубная карьера
Родился в поселке Манченки Харьковской области. Занимался футболом в харьковских спортивных школах харьковского «Металиста», «Восток».
В сезоне 2022/23 был внесен в заявку первой команды «Металлиста». 3 мая 2023 года дебютировал в премьер-лиге в проигранном (0:5) матче харьковчан против «Днепра-1».
28 января 2025 года перешел в канадский клуб «Монреаль». Контракт с игроком подписан до 2028 года, с опцией продления на 2029.

## Карьера в сборной
С февраля 2023 вызывался в юношескую сборной Украины (до 17 лет).

## Достижения
Сборная Украины
- Победитель турнира в Тулоне: 2024